# Mosquer dels salzes

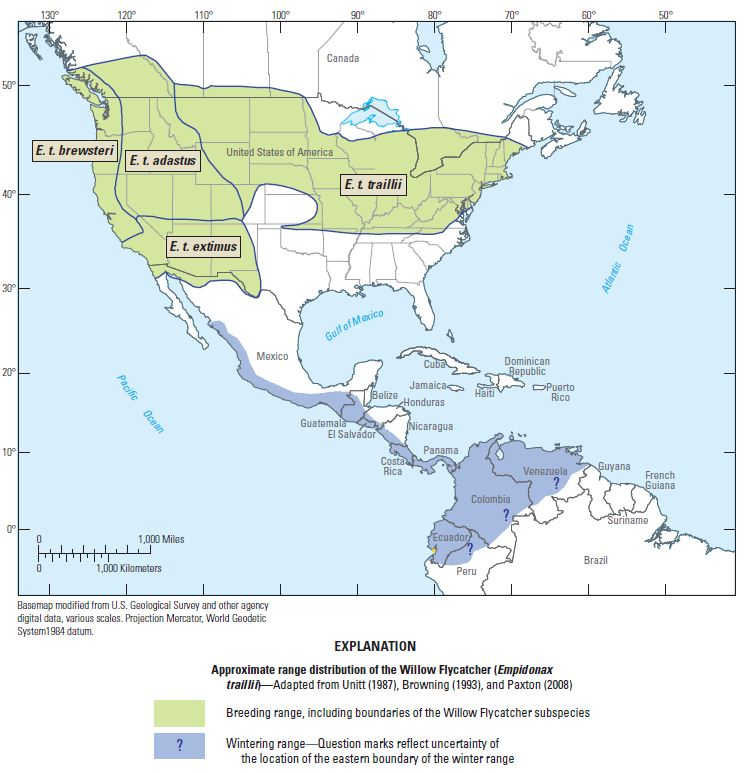
Territoris de cria i d'hivern de les subespècies dEmpidonax Traillii

El mosquer dels salzes (Empidonax traillii) és un petit ocell migratori e insectívor de la família dels tirànids. Actualment té 4 subespècies reconegudes, que s'aparellen a Nord-amèrica (incloses les tres subespècies que ho fan a Califòrnia). Són gairebé impossibles de distingir al camp, i és això que els biòlegs utilitzen el seu cant per distingir-los entre ells. El seu nom binomial commemora al zoòleg escocès Thomas Stewart Traill.

## Morfologia i ecologia
Els adults tenen parts superiors de color marró-olivaci, més fosques a les ales i la cua, i les parts inferiors blanquinoses. El pit és de color gris oliva. La part superior del bec és de color gris i la part inferior ataronjada. Fins a la dècada de 1970, aquesta au i papamosques americà dels verns van ser considerats com una sola espècie, el papamosques de Traill. El seu cant és l'únic mètode fiable per distingir-los al camp.
| Mides estàndard | Mides estàndard |
| --------------- | --------------- |
| Longitud        | 130–150 mm      |
| Pes             | 13,5 g          |
| Envergadura     | 220 mm          |
| Ala             | 68,7-75,6 mm    |
| Cua             | 54-64,5 mm      |
| Culmen          | 10,5-12,3 mm    |
| Tarsus          | 15,5-18 mm      |

El seu hàbitat d'aparellament són els matolls de fulla caduca, especialment salzes i sovint prop de l'aigua, arreu dels Estats Units i el sud del Canadà. Fan el niu en una forquilla vertical en un arbust o un arbre.
Aquestes aus neotropicals migren cap a Mèxic i l'Amèrica Central, i en petites quantitats fins al sud de l'Equador a Amèrica del Sud, sovint seleccionant l'hàbitat d'hivern prop de l'aigua. Viatgen aproximadament entre 1.500 i -8.000 km per trajecte entre les àrees d'hivernada i de cria.
Esperen en un penjador prop de la part superior d'un arbust i volen per atrapar insectes en ple vol, de vegades també atrapes insectes de les fulles. Ocasionalment poden menjar algunes baies.
Aquesta au competeix per l'hàbitat amb el papamosques americà dels verns, ja que els seus territoris es superposen.

## Subespècies
La millor forma de distingir les subespècies és pel seu cant. A més, les 4 subespècies tenen diferències genètiques significatives basades en les anàlisis de l'ADN mitocondrial. Els seus territoris d'hivern s'han descobert fent ús d'estudis genètics de l'ADN mitocondrial de 172 mostres d'ocells, en combinació amb les diferències morfològiques i de coloració del plomatge.
Les 4 subespècies reconegudes són:

### E. t. brewsteri
Viu al vessant del Pacífic, on es reprodueix a Califòrnia des del partir del Comtat de Tulare cap al nord al llarg del costat occidental de Sierra Nevada, i a Oregon i Washington a l'oest de la Serralada de les Cascades. Va ser descrita el 1918 per Oberholser.

### E.t. adastus
Es reprodueix a Califòrnia, a l'est de l'eix de Sierra Nevada i la Serralada de les Cascades, des de la frontera d'Oregon al Comtat de Modoc i, possiblement, al nord del Comtat d'Inyo. Les poblacions que viuen en alçada a l'est de la carena de la Serra Nevada, però al sud del Comtat de Modoc es suposa que pertanyen a la subespècie E. t. brewsteri. Hi ha hagut molt pocs estudis d'aquesta subespècie a Califòrnia. Va ser descrita per Oberholser el 1932.

### E. t. extimus
UEs tracta d'un espècie en perill que viu a Arizona, Califòrnia, Colorado, Nevada, Nou Mèxic, Texas i Utah. Va ser inclosa a la llista d'espècie en perill el 1995, quan es va saber que només s'aparellava a 75 llocs a zones de ribera del sud-oest americà. La seva població estimada es troba entre 300 i 500 parelles. La cria té lloc des del nivell del mar al riu Santa Margarita fins als 800 metres al riu South Fork Kern i els 910 m (3,000 ft) a la part alta del riu San Luis Rey a Califòrnia, i fins a més de 2.600 metres a Arizona i el sud-oest de Colorado. La població més gran de Califòrnia es troba al riu South Fork Kern, al Comtat de Kern. Al sud de Califòrnia, aquesta subespècies cria a riu San Luis Rey, al riu Santa Margarita River i als rierols Pilgrim, De Luz, French, i Las Flores, així com al riu Santa Ynez. El 1996, es va confirmar la cria al llarg de la riba d'Arizona del riu Colorado, al Llac Mead i a Topock Marsh. L'estudi de 578 espècimens de museu va indicar que el seu principal territori d'hivern anava des de Guatemala fins a Costa Rica. Aquesta espècie està experimentant un declivi de la seva població arreu del sud-oest degut a la pèrdua d'hàbitat i la presència d'espècies invasores. Tamarix ramosissima és una espècie invasora que es trobar per tot el sud-oest i que ha substituït la vegetació essencial, competint amb les espècies natives, a les zones de ribera on viu aquesta subespècie, el qual podria ser un factor que contribuís al seu declivi. A dos llocs, un a Arizona i l'altre a Nou Mèxic, arbres natius van ser capaços de reemplaçar a les espècies de Tamarix i les poblacions de E. t. extimus han crescut. S'ha documentat que en aquests llocs, el 90% dels nius es troben en llocs amb vegetació nativa, només el 10% a zones mixtes de vegetació nativa e invasora, i només uns pocs en àrees dominades per l'espècie invasora.
La Reserva del Riu San Pedro va ser comprada per The Nature Conservancy per protegir l'hàbitat d'aquesta subespècie. Es creu que el castor americà té un paper fonamental en l'ampliació de les zones de ribera, de la vegetació densa, i en la retenció d'aigües superficials durant la temporada de cria d'aquest subespècie. Aquesta subespècie va ser descrita per A.R. Phillips el 1948.

### E. t. traillii
Va ser descrita per Audubon el 1828. Cria des de la costa est dels Estats Units fins a les muntanyes Rocoses.